# Maison de la Lanterne
Pour les articles homonymes, voir Lanterne.
La maison de la Lanterne ou hôtel de Trémaudan est un édifice de la commune de Combourg, dans le département d’Ille-et-Vilaine en région Bretagne. 

## Localisation
Elle se trouve au nord du département, dans le centre-ville de Combourg au numéro 23 place Albert-Parent.

## Historique
La maison date de la fin du XVIe siècle, de 1575 ou de 1597.
Elle est inscrite au titre des monuments historiques depuis le 6 mai 1966,.
Le bâtiment était occupé par l'office de Tourisme, il sert actuellement de lieu d’exposition.